# مئذنة جام
مئذنة جام (فارسية:منار جام) هي إحدى مواقع اليونسكو للتراث العالمي في غرب أفغانستان. تقع المنارة في ولاية غور بجانب نهر هریرود، حوالي 215كم شرقي هرات. ارتفاع الموقع هو 1900م فوق مستوى البحر، وتحيط به جبال يبلغ ارتفاعها 3500م فوق مستوى البحر، تم إنشاء المنارة في نهاية القرن الثاني من الألفية الثانية للميلاد (حوالي سنة 1190 ميلادية). تعرف المئذنة بأنها بناء رشيق وممشوق، تبلغ من الارتفاع 65م، تغطيها زخرفة من القرميد وفي قمتها كتابة بالقرميد الأزرق، وتوجد عليها كتابات قرآنية. إن وجود المئذنة في حالتها الطبيعية معجزة، فهذه واحدة من النصب القليلة التي ضلت بعد اجتياح المغول للمنطقة عام 1222. لكن خطر تعرضها للهدم من قبل عوامل طبيعية ما يزال قائماً.

## الاكتشاف
لعدة قرون، ظلت هذه المئذنة منسية في العالم الخارجي حتى أعيد اكتشافها عام 1886 على يد السير توماس هولدتش، لكن اكتشافه لم يصل إلى انتباه العالم. في عام 1957 تم اكتشاف المنارة على يد علماء آثار فرنسيين، وعن طريق أعمالهم وضعت مسوحات حول الموقع في سبعينات القرن الماضي، لكنها توقفت بعد الغزو السوفييتي لأفغانستان.
الموقع الأثري نجح في التأهل لأن يكون أحد مواقع التراث العالمي في 2002، ليكون بذلك أول موقع يترشح لذلك في أفغانستان. ولقد وضع أيضا في قائمة مواقع التراث العالمي المعرضة للخطر لليونسكو، بسبب الحالة الغير مستقرة في الحفاظ على المئذنة وتعرض الموقع للنهب.

## التهديد
المئذنة حاليا مهددة بالتعرية، وتسرب المياه والفيضانات، التي تحدث عن طريق زيادة منسوب المياه في نهري هاري وجام. والتهديد الآخر هو حدوث الفيضانات بصورة متكررة في المنطقة وحصول السرقات الأثرية في الموقع، ونتيجة لهذه الظروف بدأت المئذنة بالميلان، ما يتطلب العمل على تحقيق الاستقرار في التقدم لوقف هذا الخطر.

## معرض الصور

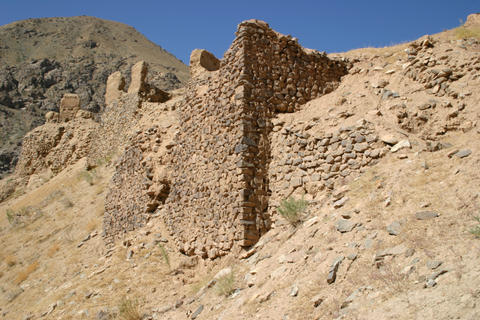
قصر زرافشان، أغسطس 2005
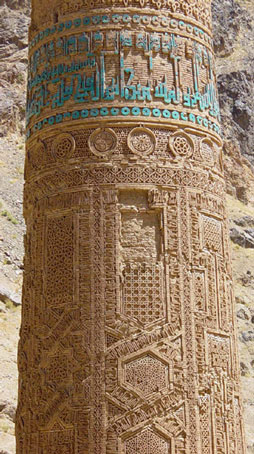
تزيين خارجي للمئذنة، أغسطس 2005
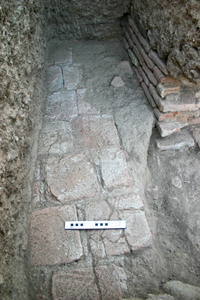
ساحة ممهدة من القرميد، أغسطس 2005

## انظرأيضًا
- قائمة أطول المآذن